# И эти губы, и глаза зелёные… (фильм)
«И эти губы, и глаза зелёные…» — советский короткометражный фильм 1967 года, курсовая работа студента режиссёрского факультета ВГИКа Никиты Михалкова. Снят по мотивам одноимённого рассказа американского писателя Джерома Дэвида Сэлинджера, опубликованного в 1951 году и включённого в сборник «Девять рассказов».

## Сюжет
Несчастный, немолодой и напившийся виски американец Артур звонит среди ночи своему другу Ли и долго изливает ему душу, переживая об исчезновении своей жены Джоан, которую, как он говорит, «интересует бомонд, красивая жизнь по мировому стандарту». Ревнуя её, он вспоминает, что пять лет назад, когда он познакомился с ней, «она была совсем другой» и в то время были «моменты, когда мы были… ну, что ли… счастливы». Рассуждая, что кроме неё у него никого нет, всё же озвучивает решение расстаться с ней. Ли мягко успокаивает его, говоря, что Джоан скорее всего уехала со знакомыми и скоро придёт, переводя разговор на деловые вопросы, в которых Артуру также не везёт. Джоан в этот момент лежит в одной постели с Ли. Через несколько минут после первого разговора Артур звонит снова и говорит Ли, что Джоан действительно нашлась и, как Ли и говорил, она просто уезжала со знакомыми развлечься в город. Слова Артура производят шокирующее впечатление на Ли, который ничего не отвечает Артуру и сидит, схватившись за голову, как будто почувствовав резкую головную боль.

## Съёмки
Фильм был снят в 1967 году во ВГИКе и являлся курсовой работой студента 4-го курса Никиты Михалкова (мастерская Ромма, руководителями работы были ассистент Ромма И. Жигалко и Е. Фосс).
Для студента-оператора Владимира Бондарева фильм был учебной работой по курсам «Киноосвещение» и «Кинокомпозиция» (мастер-руководитель А. Симонов).
Художник — Михаил Аникст. Звукооператор — Ян Потоцкий.
Чтобы создать в комнате образ Америки реквизит собирали всей группой: так, Рерберг принёс кресла, кто-то принёс агитационные материалы с выборов президента США 1961 года — так в кадре появился плакат с Джоном Кеннеди, а у главного героя шляпа с надписью «Kennedy will win» («Кеннеди победит»).
Сцену в парке снимали в усадьбе «Марфино» — в то время там Андрей Кончаловский снимал фильм «Дворянское гнездо», и Михалков взял у него на час оборудование и бригаду из трёх осветителей.
Сам Михалков в 2012 году был немногословен о фильме и его съёмках: «Очень странная работа», объяснив, что не помнит деталей съёмок, поскольку «был в полуобморочном состоянии человека, находящегося в режиссёрском кресле и не имеющего на это ещё никакого права». Фильм был его второй режиссёрской работой, но в отличие от первой — «Девочка и вещи» — в нём звучала человеческая речь.

## В ролях
В фильме только три роли: Артур (муж) — Лев Дуров, Ли (друг) — Александр Пороховщиков, Джоан (жена) — Маргарита Терехова.
Из исполнителей лишь Лев Дуров был уже опытным актёром (и знаком с Михалковым по съёмкам в фильме «Я шагаю по Москве»). Потом он вспоминал, что не видел себя в этой роли — прочитав рассказ, вначале отказался от предложения Михалкова сняться: «Ты ошибаешься. Это должен играть не я. Ты ошибку совершаешь» и назвал ему пятерых артистов (в том числе Анатолия Адоскина), но Михалков позвонил снова, и Дуров принял просьбу молодого режиссёра, через много лет отметив, что «картина симпатичная, сделана хорошо».
Для Александра Пороховщикова это была одна из первых ролей в кино, потом он снялся ещё в двух фильмах Михалкова («Спокойный день в конце войны» и «Свой среди чужих, чужой среди своих»), и в 2009 году вспоминая отметил: «Работа с Никитой … оставила гигантский след в душе. Вместе с Маргаритой Тереховой и Львом Дуровым мы и разыграли интереснейший любовный треугольник».

## Критика
Дуров играет потрясающе, Пороховщиков – превосходно, но как хороша в бессловесной роли жены Маргарита Терехова! Так её не снимал никто, ей-богу, даже Тарковский! Вообще эта картина молодого Михалкова замечательно тонко – и актёрски, и режиссёрски, и операторски – проработана.— редактор отдела «ТелевЕдение» «Литературной газеты» Александр Кондрашов

Замечательные актёры органично чувствуют себя в причудливой атмосфере фильма, где цветные кадры сменяют однотонные, а фотографии обладают каким-то магнетическим, таинственно-тревожным притяжением. Проблемы любовного треугольника интересуют авторов не сами по себе, а в контексте темы отчуждения людей в современном мире. Камерность сюжета, ограниченность места действия (не здесь ли корни фильма-диалога «Без свидетелей»?) позволяют актёрам с одной стороны в большей мере довериться пластике движений, нюансам интонации, оттенкам мимики. А с другой — требуют максимальной погруженности в образ, не терпят даже мимолётной фальши.— Александр Фёдоров, Кино-театр.ру
В фильме заметно влияние европейского кинематографа конца 1960-х годов, в частности перекличка с картинами Клода Лелуша, что можно объяснить тем, что действие фильма происходит на Западе.

## Дополнительно
Фильм оставался долгое время утерянным, пока Лев Дуров не нашёл сохранившуюся, переданную ему на хранение Бондаревым плёнку. Первый раз Дуров показал фильм в 2004 году и после просмотра, по его словам, «многие говорили, что студентом Михалков снимал лучше». Затем время от времени демонстрировал фильм, например, на творческих вечерах в 2009 году и 2012 годах..